# Грушецкий, Александр Фёдорович
Александр Фёдорович Грушецкий (1854, Орловская губерния — не ранее 1917) — генерал-майор. Занимался отбором лошадей для армии, председатель ремонтной комиссии и первый историк донской лошади. Один из самых бескомпромиссных и последовательных защитников задонского коннозаводства на всех совещаниях и съездах (в прессе его называли «Задонским рыцарем»). Из дворянского рода Грушецких.

## Биография
Родился 17 (29) октября 1854 года в селе Паниковец Елецкого уезда Орловской губернии. Родители: отец — Фёдор Александрович Грушецкий; мать — Елизавета Семёновна, урождённая Фролова.
Учился в 4-й Московской классической гимназии и Московском университете.

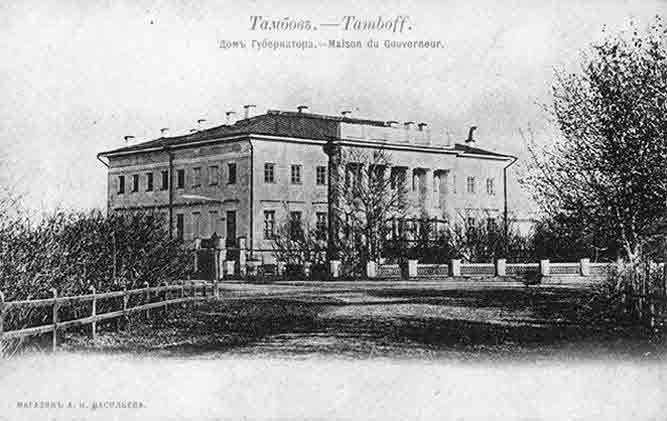
Дом губернатора в Тамбове. Был предназначен для работы и проживания губернаторов Тамбова

Пошёл по стопам отца, полковника Фёдора Александровича, и стал служить в кавалерии; отличался необыкновенной храбростью. В службу вступил 11 ноября 1875 года. Окончил Тверское кавалерийское юнкерское училище, из которого был выпущен корнетом (ст. 06.07.1877) в 1-й уланский Санкт-Петербургский полк. Поручик (ст. 24.01.1881).
Помощник ремонтного 4-го драгунского и 4-го уланского полков (с 03.04.1881); ремонтёр запасного эскадрона 26-го драгунского Бугского полка (с 01.11.1882); ремонтёр кадра № 9 кавалерийского запаса (с 25.05.1884); ремонтёр кадра № 14 кавалерийского запаса (с 29.10.1886). Штабс-ротмистр (ст. 14.04.1887), ротмистр (ст. 15.03.1893); ремонтёр управления инспектора (с 30.05.1893).
Постоянный член ремонтной комиссии западной части Задонской степи (с 20.01.1901). Подполковник (пр. 1901; ст. 26.02.1901; за отличие). Председатель ремонтной комиссии района восточной части Задонской степи (с 25.11.1903). Полковник (пр. 1905; ст. 10.04.1905; за отличие). Генерал-майор (пр. 10.04.1911; ст. 10.04.1911; за отличие).
Помощник губернского комиссара Тамбовской губернии. Член совета Главного управления Государственного коннозаводства (с 25.05.1913; одновременно с предыдущей должностью). На 10.07.1916 член совета Главного управления Государственного коннозаводства (с 19.09.1914).
Был участником русско-турецкой войны 1877—1879 гг. на Балканах, участником Первой мировой войны. Был видным генералом, высоким и статным. Ему было немногим больше 40 лет, когда он стал тамбовским генерал-губернатором.

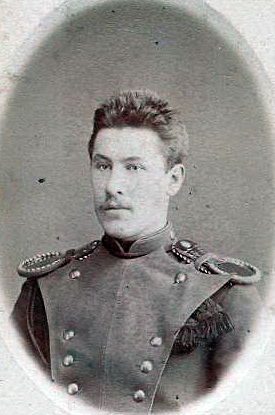
Александр Фёдорович Грушецкий (корнет; из архива Е. С. Меленевской)

Основным назначением верховой лошади в России была армия. Генерал А. Ф. Грушецкий, много лет занимался отбором лошадей для армии, будучи председателем ремонтной комиссии и первым историком донской лошади, писал, что золотым веком верхового коневодства в России были времена правления Николая I. В его время всё дворянство было обязано отслужить в армии, причём в основном — в элитных кавалерийских полках, и, кстати, на своих собственных лошадях. Генерал А. Ф. Грушецкий, настаивал на том, что задонская лошадь должна быть признана «лошадью государственной необходимости» и что в данное время без неё нельзя обойтись. Он писал в одной из своих статей, опубликованной в Альбоме Всероссийской конской выставки 1910 г.:

«Ни одно государство в мире не обладает таким огромным и оригинальным коннозаводством верховой военной лошади на площади размером 800000 десятин с 60000 поголовья, которая дает половину ремонта на всю регулярную кавалерию. Кроме того, Задонская степь дает до 300 жеребчиков ежегодно Войску Донскому для конноплодовых табунов, 150 лошадей для казачьих офицеров, до 60 жеребчиков на улучшение коневодства Астраханских, Ставропольских калмыков.»

А. Ф. Грушецкий, вместе с Л. С. Сенявиным (внук адмирала Сенявина), наиболее последовательно и аргументировано доказывали важность задонского коннозаводства для страны. Они в деталях были знакомы как с задонским коннозаводством, так и с культурным. Прекрасно понимали невозможность быстрой замены задонского коннозаводства, чем-то, равным ему.

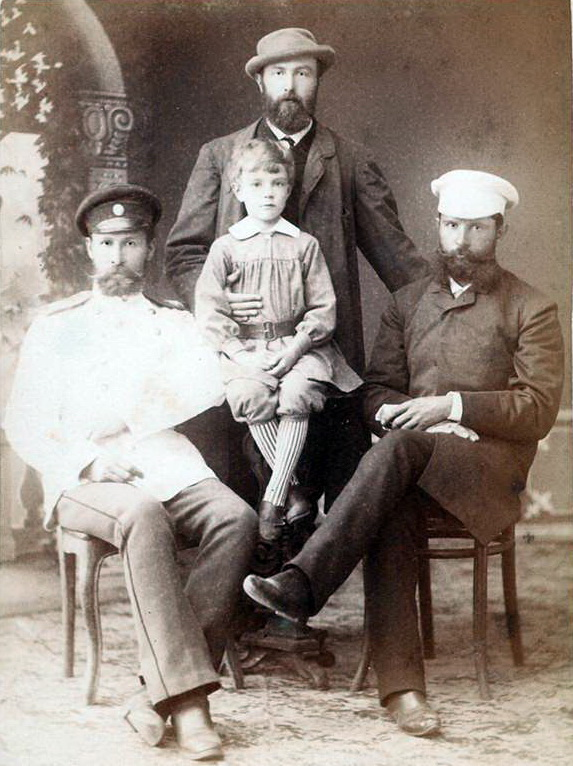
Александр Фёдорович (слева) и Николай Фёдорович Грушецкие (справа) с Гардениным С. Н. (стоит с сыном) (из архива Е. С. Меленевской)

Генерал Грушецкий был одним из самых бескомпромиссных и последовательных защитников задонского коннозаводства на всех совещаниях, съездах. В прессе его даже с некоторой долей иронии называли «Задонским рыцарем». Судя по многочисленным выступлениям и статьям, он прекрасно знал не только задонское, но и всё верховое коннозаводство России, как со специальной точки зрения, так и с экономической. Кроме того, он хорошо владел пером и был прекрасным полемистом. В девяти номерах журнала «Рысак и скакун» за 1914 год А. Ф. Грушецкий доказывает, что без поголовья, которое поставляют задонские конные заводы, план ремонта армии лошадьми выполнить невозможно".
Как уже говорилось выше, первым, кто попытался разобраться в происхождении донской лошади, был А. Ф. Грушецкий. В статье «Задонская лошадь», опубликованной в «Альбоме Всероссийской конской выставки в Москве в 1910» он писал о происхождении донской лошади:

«Коренное кочующее население степи — остатки гунов, их одноплеменники киргизы и калмыки. Волга разделила пополам два родственных племени киргизов и калмыков, разделила их на магометан и буддистов, также разделила их породу рогатого скота, овец и лошадей, имеющих один коренной источник. Родоначальницей нашей восточной степной лошади является лошадь монгольская со славным её историческим прошлым. На ней совершался стремительный натиск монголов. На ней полчища татар наложили иго на княжества русских князей. Эта лошадь, пришедшая из глубин восточных степей, впоследствии разделилась на две породы с некоторыми морфологическими отличиями. По левую сторону Волги — малорослая киргизская лошадь с густым волосяным покровом и более грубыми формами. По правую — калмыцкая, она, находясь в более мягких климатических условиях, рослее, нежнее и несколько благородна.»

Так же Грушецкий отмечал большую роль природно-климатических условий в которых развивалось коневодство на юге России:

«По левую сторону реки Дона, на громадное пространство к востоку до Каспийского моря тянулись дикие привольные степи. К югу они упирались в подножье Кавказских гор, их середину пополам перерезала историческая река русской народной вольницы — Волга, и далеко, далеко уходили степи к северу до сплошной лесной полосы, а к востоку до Уральских гор. Степи мало разнообразились человеком, фауной и флорой, грозные зимние бураны, знойное мертвенное лето со своими засухами и восточными палящими ветрами, приветливая, оживленная, короткая весна и мягкая осень. Широкий простор степей, подножный корм на воле, летний зной, зимняя стужа с не перестающими восточными ветрами.»

13 августа 1917 года принял участие в проходившем в Тамбовском уезде Особом совещании коннозаводчиков о необходимости принятия срочных мер к поддержанию государственного коннозаводства
и об укомплектования армии конским составом.

## Награды
- Орден Святой Анны 3-й ст. (1895);
- Орден Святого Станислава 2-й ст. (1909);
- Орден Святого Владимира 3-й ст. (1913).

### Семья
Жена: Анна Николаевна Грушецкая. Их дети:
- Георгий — пал героем Первой мировой войны, от удушливого газа выпущенного немцами на позиции российских войск в 1915 году. Тело Георгия было доставлено в г .Тамбов и по его предсмертному завещанию было захоронено в братской могиле г. Тамбов. Молодого героя в последний путь провожал весь город. Когда генерала спросили: пускать ли народ на кладбище, он ответил: «Его хоронит народ, ответил генерал Грушецкий, и мы не смеем останавливать его». Покойный служил в кубанском дивизионе хорунжим, ему был 21 год, он не воспользовался льготой для окончания образования, добровольно вольноопределяющимся отправился в действующую армию. Последними его словами в предсмертной записке маме было: «…Прости меня…Крепко всех целую…Горячо всех вас любящий „Жоржик“»[6].
- Александр — был известным подмосковным садоводом[3], селекционер[7] (один из пионеров отечественной селекции георгин[8]), член бюро секции цветоводства и озеленения Общества друзей зеленых насаждений (создано в 1933 году, затем переименованное в Добровольное общество содействия озеленению Москвы — ДОСОМ)[9], член Московского общества испытателей природы при Московском университете[10].